# Потьма (смт)
Потьма́ (рос. Потьма, ерз. Потма) — селище міського типу у складі Зубово-Полянського району Мордовії, Росія. Адміністративний центр Потьминського міського поселення.

## Географія
Селище розташоване за 6 км на північний схід від райцентру — смт Зубова Поляна.

## Етимологія
Походження назви пов'язане з мокшанським словом мокш. потмо.

## Історія
Вперше згадується в «Списку населених місць Тамбовської губернії» (1866) як Потьминський хутір з 2 дворів Спаського повіту.
Швидкий розвиток селища відбувся через будівництво в 1913 році залізничного роз'їзду. Пізніше роз'їзд перетворився на станцію. На початку 1930-их років, через будівництво таборів для ув'язнених, від Потьми будується Яваська вузькоколійна залізнична гілка.
В Потьмі знаходився пересильний пункт ГУЛАГу «Потьминські табори».
Статус селища міського типу — з 1968.

## Населення
Населення — 4171 особа (2010; 4396 у 2002).

## Господарство
Сучасна Потьма — великий залізничний вузол.

## Відомі люди
У селищі народився Енгвер Микола Миколайович — російський економіст.